# Provincia di Elqui
La provincia di Elqui è una delle tre province della regione cilena di Coquimbo il capoluogo è la città di Coquimbo.	
La provincia di Elqui è suddivisa in sei comuni:
- Andacollo
- Coquimbo
- La Higuera
- La Serena
- Paihuano
- Vicuña